# Perspektywa (matematyka)
Perspektywa w ujęciu matematycznym:
Jeśli mamy współrzędne punktu {\displaystyle (x_{\operatorname {3D} },y_{\operatorname {3D} },z_{\operatorname {3D} })} w trójwymiarowym układzie prostokątnym, można łatwo obliczyć współrzędne {\displaystyle (x_{\operatorname {2D} },y_{\operatorname {2D} })} jego rzutu perspektywicznego na płaszczyznę OXY korzystając ze wzoru:
{\displaystyle {\begin{matrix}x_{\operatorname {2D} }={\frac {x_{\operatorname {3D} }}{z_{\operatorname {3D} }}}\\\\y_{\operatorname {2D} }={\frac {y_{\operatorname {3D} }}{z_{\operatorname {3D} }}}\end{matrix}}}
Można także rzutować perspektywicznie obiekty o większej liczbie wymiarów.